# Montjoyer
Montjoyer é uma comuna francesa na região administrativa de Auvérnia-Ródano-Alpes, no departamento de Drôme. Estende-se por uma área de 18,02 km². Em 2010 a comuna tinha 289 habitantes (densidade: 16 hab./km²).